# 小網町停留場
小網町停留場（こあみちょうていりゅうじょう、小網町電停）は、広島県広島市中区堺町二丁目にある、広島電鉄本線の停留場である。駅番号はM13。
所在地の道路幅が15メートルと狭いため、柵で区分されたホームがなく、路面と道路端の電柱に停留場であることが示されているだけの、広島市内の路面電車では唯一の「平面電停」である。

## 歴史
小網町停留場は1912年（大正元年）12月、本線が紙屋町停留場から己斐停留場までの区間を開通させたのと同日に開設された。太平洋戦争下の1944年（昭和19年）からは休止されたが、広島市への原子爆弾投下直後の路線復旧に合わせて、1945年（昭和20年）8月15日に営業を再開している。
隣の土橋停留場とは200メートルほどと近く、前述・後述の通り停留場の構造が簡素であることから、1970年代には廃止が検討されたことがあったが、周辺住民の要望で存続した。

### 年表
- 1912年（大正元年）12月8日：本線の紙屋町 - 己斐間が開通した際に開業[3]。
- 1944年（昭和19年）6月10日：休止[3]。
- 1945年（昭和20年）
  - 8月15日：本線の西天満町 - 小網町間が被爆から復旧、己斐から小網町まで運転を再開[3][5]。
  - 8月19日：本線の小網町 - 土橋間が復旧[3]。
- 1996年（平成8年）10月：駅番号「M14」を付与[6]。
- 2025年（令和7年）8月3日：駅番号を「M13」へ変更[7]。

## 停留場構造

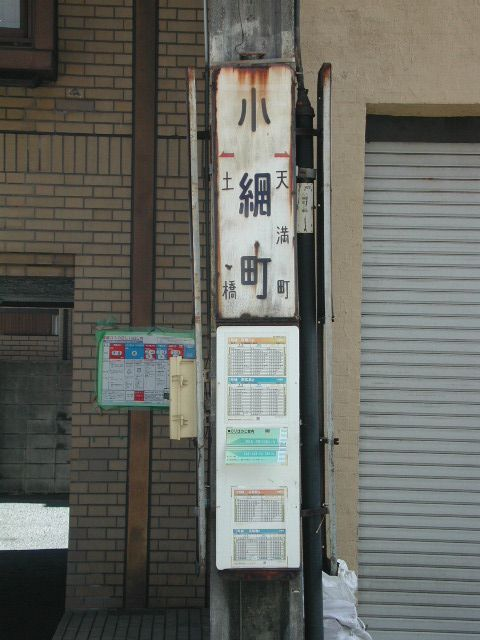
近くの電柱に取り付けられていた旧電停名標。全国共通仕様であった。

本線はほぼ全ての区間で道路上に軌道が敷かれた併用軌道で、当停留場も道路上に乗り場が表示されている。ただし当停留場付近は道幅が狭く、軌道の両脇とも1車線分しか幅がないために安全地帯となるホームが設けられず、道路上に白線で縁取られた黄緑色のゾーンがあり、そこを乗り場としている。このようなホームのない平面停留場は広島電鉄では唯一である。
ここで降車する乗客には車内放送で「ホームのない平面電停です」として、段差に注意するよう呼びかけられている。乗車時は道路端で待ち、電車到着時に乗り場へ渡る。
乗り場は上下2面あり、東西方向に伸びる2本の線路を挟み込むように向かい合わせに配置されている（相対式）。線路の北側に十日市町方面へ向かう上りの乗り場が、南側に広電西広島（己斐）方面へ向かう下りの乗り場がある。上りの乗り場側には掲示物の適切な掲示場所がないため、下りの乗り場側にある電柱に上下両方面の時刻表や、電停名標、路線図を掲示している。

### 運行系統
本線には広島電鉄が運行する全ての系統が乗り入れているが、このうち当停留場には2号線、3号線、それに0号線が乗り入れる。
| 上り乗り場 | 2号線         | 広島駅ゆき             |                |
| 上り乗り場 | 0号線 · 3号線 | 日赤病院前ゆき         | 日赤病院前ゆき |
| 上り乗り場 | 0号線 · 3号線 | 広電本社前ゆき         |                |
| 下り乗り場 | 2号線         | 広電宮島口ゆき         |                |
| 下り乗り場 | 2号線 · 3号線 | 広電西広島（己斐）ゆき |                |

## 停留場周辺
停留場のすぐ西には天満川が流れ、本線は広電天満橋にて渡河する。この橋は広島電鉄で唯一現存する電車専用橋である。南方には平和大通りが通じている。

## 隣の停留場
広島電鉄
本線
土橋停留場 (M12) - 小網町停留場 (M13) - 天満町停留場 (M14)